# Геометрическое программирование
Геометрическое программирование — раздел математического программирования, изучающий подход к решению нелинейных задач оптимизации специальной структуры. Термин впервые ввели в 1967 году Р. Даффин, Э. Питерсон и К. Зенер. Название дисциплины связано с тем, что одним из основных в излагаемой теории является неравенство между средним геометрическим и средним арифметическим и его обобщения. Предпосылкой к развитию ГП послужили некоторые геометрические задачи и методы их решения. Базовым понятием ГП является позином.

## Формулировка задачи геометрического программирования
Найти минимальное значение функции {\displaystyle g_{0}(t)} при ограничениях:
{\displaystyle t_{1}>0,t_{2}>0,...,t_{m}>0}
и
{\displaystyle g_{1}(t)\leqslant 1,g_{2}(t)\leqslant 1,...,g_{p}(t)\leqslant 1,}.
Здесь 
{\displaystyle g_{k}(t)=\sum _{i\in J[k]}c_{i}t_{1}^{a_{i1}}t_{2}^{a_{i2}}...t_{m}^{a_{im}},k=0,1,...,p},
где 
{\displaystyle J[k]=(m_{k},m_{k}+1,m_{k}+2,...,n_{k})k=0,1,...,p}
и 
{\displaystyle m_{0}=1,m_{1}=n_{0}+1,m_{2}=n_{1}+1,...,m_{p}=n_{p-1}+1,n_{p}=p}.
Функции {\displaystyle g_{k}(t)} - позиномы.

## Пример задач из геометрического программирования

### Пример 1
Найти длины сторон прямоугольника заданного периметра, имеющего наибольшую площадь.
То же для треугольника.

### Пример 2
{\displaystyle \prod \limits _{i=1}^{n}x_{i}^{\beta _{i}}\rightarrow \max }
при ограничениях
{\displaystyle \sum \limits _{i=1}^{n}\alpha _{i}x_{i}=S,\ x_{i}>0,\ x_{i}\in \mathbb {R} ,}
где {\displaystyle \beta _{i}>0,\ \alpha _{i}>0,\beta _{i}\in \mathbb {R} ,\alpha _{i}\in \mathbb {R} ,\ i={\overline {1,n}},}
Решением задачи является вектор {\displaystyle x_{}^{*}} с компонентами {\displaystyle x_{i}^{*}={\frac {\beta _{i}S}{\alpha _{i}\beta }},}
где {\displaystyle \ \beta =\sum \limits _{i=1}^{n}\beta _{i}.}

## Связанные результаты
- Моном
- Позином